# Los Viñedos
Los Viñedos fue fundado el 3 de agosto de 1988 en una hacienda conocida como Canevaro.
Es un poblado de la ciudad de Lima enclavado en el Distrito de Surco que colinda con la urbe honor y lealtad, urb vista alegre y hacienda san juan grande.
En 2007 debido al auge de su gente y el avance de Lima metropolitana ha quedado totalmente urbanizada. 
- Datos: Q5980557